# Joanna Budzis
Joanna Budzis (Varsovia, 4 de marzo de 1990) es una deportista polaca que compitió en natación. Ganó una medalla de plata en el Campeonato Europeo de Natación de 2006, en la prueba de 4 × 200 m libre.

## Palmarés internacional
| Campeonato Europeo | Campeonato Europeo | Campeonato Europeo | Campeonato Europeo |
| Año                | Lugar              | Medalla            | Prueba             |
| ------------------ | ------------------ | ------------------ | ------------------ |
| 2006               | Budapest (Hungría) | Medalla de plata   | 4 × 200 m libre    |